# Grand Canyon (film 1949)
Grand Canyon è un film del 1949 diretto da Paul Landres.
È una commedia a sfondo film western statunitense con Richard Arlen, Mary Beth Hughes e Reed Hadley.

## Produzione
Il film, diretto da Paul Landres su una sceneggiatura di Miltan Luban e Jack Harvey e un soggetto di Carl K. Hittleman, fu prodotto dallo stesso Hittleman per la Lippert Pictures e girato nel Grand Canyon National Park, Arizona, da metà maggio a fine maggio 1949. Robert L. Lippert appare in una breve prologo insieme al suo assistente Murray Lerner.

## Distribuzione
Il film fu distribuito negli Stati Uniti dal 20 maggio 1949 al cinema dalla Screen Guild Productions.